# Bahía Lángara
La bahía Lángara es un cuerpo de agua ubicado en la costa norte del departamento Deseado, al norte de la Provincia de Santa Cruz (Patagonia Argentina). Se halla a 22 km al sur en línea recta de la ciudad de Caleta Olivia. Se encuentra aproximadamente en la posición geográfica 46°36′41″S 67°20′29″O / -46.61139, -67.34139. Se trata de una amplia bahía abierta cuyo límite norte se encuentra aproximadamente en la desembocadura del cañadón del Algarrobo y el límite sur en la Punta Murphy. 

## Geomorfología
La costa presenta una forma general recta y se caracteriza por la presencia de un sector de terrazas marinas pleistocénicas de aproximadamente 20 metros de altura, disectada por varios cañadones que desembocan en el mar. En la costa se registran grandes acumulaciones medanosas (hoy en día intensamente alterados por la extracción de arena y áridos para la construcción) que cubren sedimentos depositados con posterioridad a la ingresión marina del Holoceno medio.

## Esparcimiento
Sus costas son ampliamente utilizadas con fines recreativos en la denominada playa Bahía Lángara, en especial para la pesca y la práctica de diversos deportes acuáticos, como el Kitesurf, por parte de los habitantes de las ciudades cercanas, en especial Caleta Olivia.

## Toponimia
El nombre de esta bahía fue dado en el año 1789 en el marco de la expedición cartográfica organizada por la Corona española, a cargo de Alejandro Malaspina, en la cual le dieron el nombre en honor del marino, militar, matemático y cartógrafo español Juan Cayetano de Lángara y Huarte.

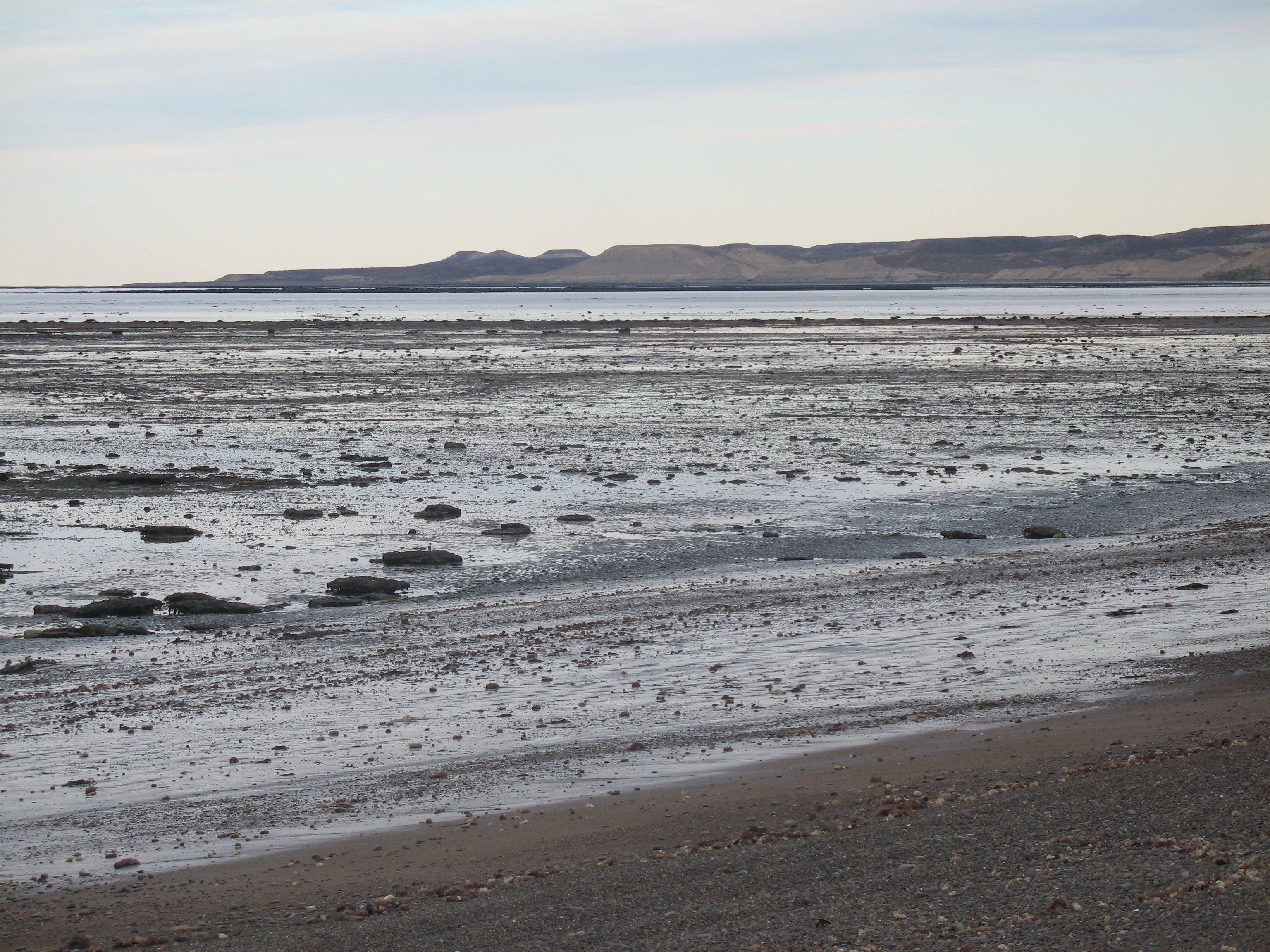
Vista de la costa de Bahía Lángara en punta Murphy hacia Punta Bauzá.

## Otros datos
El día 20 de febrero del año 1928 vara en la zona de Bahía Lángara el barco ballereno "Delfín", perdiéndose totalmente el mismo.
En el marco de la Guerra de las Malvinas se realizó una búsqueda de un avión FMA IA-58 Pucará y su piloto el día 24 de mayo de 1982. Se realizaron patrullajes terrestres y marítimos, encontrándose el día 26 los restos sumergidos a un kilómetro de la costa.